# Wakatsuki
Wakatsuki (jap.  若月   pol. „młody księżyc”) – japoński wielki niszczyciel z okresu II wojny światowej, typu Akizuki, w służbie w latach 1943-1944, zatopiony przez lotnictwo amerykańskie.

## Historia
„Wakatsuki” był szóstym okrętem z serii wielkich niszczycieli typu Akizuki, zaprojektowanych specjalnie jako okręty obrony przeciwlotniczej, których główne uzbrojenie stanowiło 8 dział uniwersalnych kalibru 100 mm, o świetnych charakterystykach balistycznych.
Stępkę pod budowę okrętu położono 9 marca 1942 w stoczni Mitsubishi w Nagasaki, kadłub wodowano 24 listopada 1942, a okręt wszedł do służby 31 maja 1943. Zbudowany był w ramach programu rozbudowy floty z 1939 roku, pod numerem budowy 109. Nazwa, podobnie jak pozostałych niszczycieli tej serii, związana była z Księżycem i  oznaczała „Księżyc w pierwszej kwadrze”.

## Służba
„Wakatsuki” po wejściu do służby i szkoleniu, w sierpniu 1943 został przebazowany do Truk, wypełniając głównie zadania eskortowe, a następnie 1 listopada został przebazowany do Rabaulu. W nocy z 1 na 2 listopada 1943 wziął udział w bitwie w zatoce Cesarzowej Augusty na Bougainville, zakończonej porażką japońską. 5 listopada, podczas nalotu amerykańskiego lotnictwa pokładowego na Rabaul, „Wakatsuki” został lekko uszkodzony bliskimi wybuchami. 6 listopada osłaniał transport wojska na Przylądek Torokina na Bougainville. Pod koniec listopada powrócił do Yokosuka w Japonii na krótki remont.
W dniach 6-13 lutego 1944 brał udział w eskorcie lotniskowców „Shōkaku„ i „Zuikaku„ z Kure do Singapuru, a następnie między 28 marca a 4 kwietnia eskortował „Taiho„ z Kure na Lingga Roads, a w maju 1944 eskortował flotę japońską stamtąd na kotwicowisko Tawitawi. 6 czerwca ratował rozbitków ze storpedowanego niszczyciela „Minazuki„. Brał następnie udział w powietrzno-morskiej bitwie na Morzu Filipińskim 19-20 czerwca 1944 w składzie 61. Dywizjonu 10. Flotylli Niszczycieli, osłaniającej lotniskowce zespołu adm. Ozawy (wraz z „Akizuki”, „Hatsuzuki„, „Shimotsuki„). Zdjął sztab admirała z tonącego lotniskowca „Taiho„ i przetransportował go na krążownik „Haguro”. Po przegranej bitwie powrócił na wody Japonii. W lipcu eskortował operację transportową z Kure na Okinawę i do Manili.
Brał następnie udział w starciu 25 października 1944 koło przylądka Engano, będącego częścią bitwy w zatoce Leyte, w składzie zespołu lotniskowców adm. Ozawy. Następnie bazował w Manili.
Brał udział w eskorcie konwoju TA nr 4, który przybył w nocy z 9 na 10 listopada 1944 z zaopatrzeniem do Ormoc na Leyte, a bezpośrednio potem został dołączony do eskorty konwoju TA nr 3 do Ormoc. 11 listopada 1944  „Wakatsuki” został zatopiony podczas zmasowanych ataków amerykańskiego lotnictwa pokładowego zespołu TF 38 na ten konwój w zatoce Ormoc, wraz z 3 innymi niszczycielami, z dużymi stratami w załodze, w tym dowódcą (w rejonie 10°50′N 124°35′E/10,833333 124,583333). Liczba ofiar jest nieznana, uratowano łącznie 131 osób z „Shimakaze„ i „Wakatsuki”.
Dowódca:
- kmdr por/kmdr Yasuatsu Suzuki (maj 1943 – 11 listopada 1944)

## Dane techniczne
Opis konstrukcji i szczegółowe dane – w artykule niszczyciele typu Akizuki

### Uzbrojenie i wyposażenie
- 8 dział uniwersalnych kalibru 100 mm Typ 98 w wieżach dwudziałowych (4xII)
  - długość lufy – L/65 (65 kalibrów), kąt podniesienia – 90° donośność – 19 500 m (pozioma), 14 700 m (maks. pionowa), masa pocisku – 13 kg. Zapas amunicji – po 300 nabojów
- 12 – 27 działek przeciwlotniczych 25 mm Typ 96, na stanowiskach podwójnych, potrójnych i pojedynczych (początkowo 4xIII lub 5xIII, ilość zwiększana w latach 1943-44, ostatecznie 5xIII, 12xI)
- 4 wkm 13,2 mm plot (prawdopodobnie od 1944)
- 4 wyrzutnie torpedowe 610 mm Typ 92 model 4 (1xIV) (8 torped Typ 93)
- 2-4 miotacze bomb głębinowych Typ 94, zrzutnie bg (54-72 bomby głębinowe)

## Wyposażenie
- system kierowania ogniem artylerii głównej: dwa 4,5-metrowe dalmierze stereoskopowe (na nadbudówce dziobowej i rufowej) z przelicznikiem artyleryjskim Typ 94.
- urządzenia kierowania ogniem artylerii plot: 2,5-metrowy dalmierz, dwa 1,5 metrowe dalmierze
- szumonamiernik
- radar (od 1943-44): dozoru ogólnego model 21 lub dozoru ogólnego model 22 i/lub dozoru powietrznego model 13
- reflektor 110 cm